# Alte Synagoge Einbeck

Renovierungszustand September 2017

Die Alte Synagoge Einbeck ist ein von 1798 bis 1803 errichtetes Gebäude in der Baustraße 15a in Einbeck im Landkreis Northeim, das unter Denkmalschutz steht. Es handelt sich um ein Ensemble aus Vorderhaus (jüdische Schule und Lehrerwohnung) und Hinterhaus (Synagoge, bzw. in Quellen des 19. Jahrhunderts: Tempel). Das Vorderhaus ist wahrscheinlich schon vor 1700 entstanden und wurde von 1798 bis 1908 von der jüdischen Gemeinde genutzt. Hinter dem Synagogenbau befindet sich heute ein Wirtschaftsgebäude von 1919, das im Zusammenhang mit der Nachnutzung als Wohnhaus entstanden ist.

## Baugeschichte

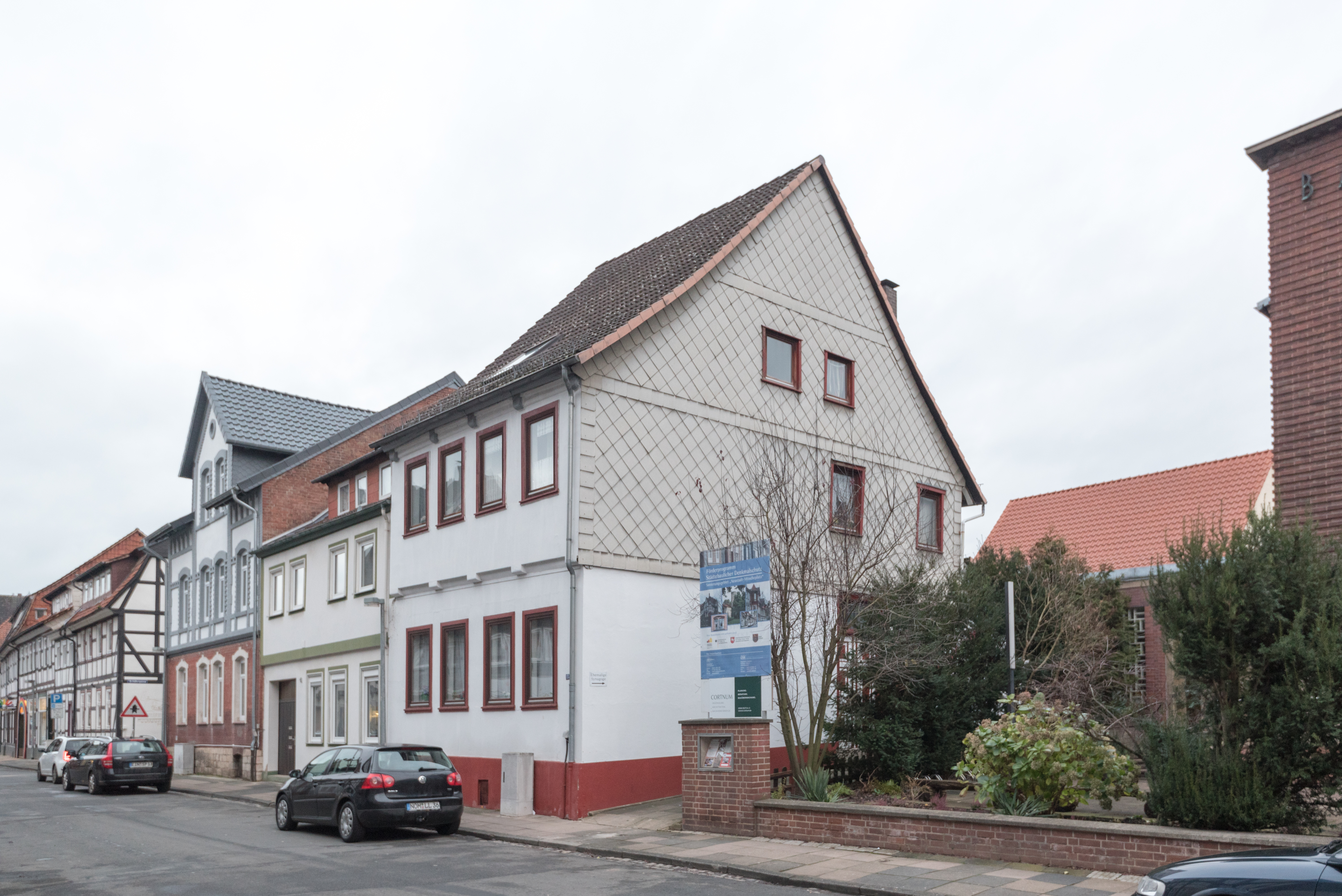
Das Vorderhaus Baustraße 15 (ehemalige jüdische Schule), im Hintergrund das Dach der Alten Synagoge

Das Stadtarchiv Einbeck enthält eine Akte „Anlegung eines Synagogen-Gebäudes in Einbeck 1798“, die eine Eingabe der jüdischen Gemeinde zum Synagogenbau und die Genehmigung durch den Landesherrn enthält. Als Stifter stellte Elias Meyer der Gemeinde die nötigen Mittel zur Verfügung. Über den Neubau selbst sind Quellen nicht bekannt, aus dem Eintritt in die Brandversicherung ist 1803 als Jahr der Fertigstellung indirekt zu entnehmen.
Es handelt sich um einen schlichten, einstöckigen Saalbau auf fast quadratischem Grundriss mit einer Seitenlänge von etwa 9 m, bzw. einer Grundfläche von etwa 80 m². Der Wandständerbau in Eichenfachwerk mit ursprünglich 4,65 m hohen Wänden trug eine Saaldecke. Der Eingang befand sich auf der Südseite. Im Fachwerkgerüst erhaltene Zapflöcher weisen auf eine nicht mehr vorhandene Außentreppe an der Westseite hin, über welche die Frauenempore erreicht werden konnte.
Bei einer Renovierung der Synagoge im Jahr 1868 wurde unter anderem eine Gasbeleuchtung installiert. Deshalb bot der Einbecker Synagogenvorstand Ende des Jahres „fünf wohlerhaltene messingene Kronleuchter, die sich ganz besonders zur Anschaffung für eine kleine Gemeinde eignen“ zum Verkauf an.

## Inneneinrichtung
Wilhelm Friese beschrieb in seinem Stadtführer von 1890 das Innere der Synagoge und lieferte damit die einzige Beschreibung der verlorenen Ausstattung. Einen Eindruck vom Aussehen eines solchen Innenraums ermöglicht in Norddeutschland heute nur die Inneneinrichtung der Hornburger Synagoge. Friese nennt im Einzelnen:
- den Haupteingang, darüber stand auf Hebräisch: „Lasset uns mit Eilfertigkeit zum Hause des Höchsten wandeln!“
- die Haupttür zum Innenraum, darüber der hebräische Satz: דע לפני מי אתה עומד „Wisse vor wem du stehest!“ (Dieser häufig in Synagogen als Schmuck verwendete Spruch nimmt eine Formulierung aus dem Talmud auf, Berachot 28b: „Und wenn ihr das Gebet verrichtet, wisset, vor wem ihr steht.“[4])
- eine äußere geschnitzte, torartige Verzierung über den „Stufen des Altars“ (vor dem Toraschrein), darauf waren die Zehn Gebote dargestellt;
- der Torarollen-Schrank selbst, darüber der hebräische Spruch: וראו כל־עמי הארץ  כי שם יהוה נקרא עליך ויראו ממך׃ „Und es werden sehen alle Völker der Erde, dass der Name Gottes über Dich genannt ist, und sie werden Ehrfurcht vor Dir haben.“ (Ein Zitat aus der Tora: 5. Mose 28,10)
- über dem Toraschrein an der Ostwand ein rundes farbiges Fenster mit dem hebräischen Text: אשתחוה אל־היכל־קדשך ביראתך׃ „Ich bücke mich vor Deinem Heiligtum mit Ehrfurcht!“ (Psalm 5,8b)
- gegenüber, d. h. in der Mitte des Raumes, ein „kanzelartiges Gebetspult“ (Bima), zu dem von zwei Seiten Stufen hinaufführen;
- es gab kostbare Decken für das Pult und für den Toraschrein (Parochet), auf denen die Namen der Stifter eingestickt waren;
- die Torarollen, sie sollen teilweise über 200 Jahre alt sein;
- es gab außerdem einen achtarmigen Messingleuchter, einen Glaskronleuchter und einer großen Tafel mit dem Gebet für den König.

## Gemeindeleben
1842 wurde das Niveau der jüdischen Schule gewürdigt: „Ein Freund des Schulwesens, christlichen Glaubens, fand vor einiger Zeit Gelegenheit, einer Prüfung israelitischer Kinder in hiesiger Stadt beizuwohnen. Schon oft hatte derselbe in andern jüdischen Schulen unseres Königreichs die traurige Bemerkung gemacht, daß, da die Mehrzahl der jüdischen Lehrer leider nicht seminarisch gebildet sind, ihr Unterricht nur zu mangelhaft genannt werden konnte. Nicht so war es bei oben erwähnter Prüfung und um so mehr wurde ich überrascht, als der methodische Gang des Unterrichts mich sowohl von der formellen als materiellen Bildung des jüdischen Lehrers T. überzeugte. ... Einbeck, den 17. Mai 1842.“
1857 wurde die Stelle des Elementarlehrers, Kantors und Schächters ausgeschrieben. Bei freier Wohnung und Heizung betrug das Gehalt 230 Thlr, die Stelle biete „Zeit und Gelegenheit zu nicht unbeträchtlichen Nebenverdiensten.“
1876 war die Stelle des Religions- und Elementarlehrers wieder vakant geworden. Der Bewerber sollte „befähigt sein, einen deutschen Vortrag zu halten und als Vorbeter und Schächter fungiren zu können.“ Das jährliche Gehalt betrug 1500 Mark bei freier Wohnung.

## Nachnutzung
Nach dem Bau einer repräsentativen Neuen Synagoge in der Bismarckstraße 1896 wurde das Gebäude entwidmet, allerdings erst 1906 in Privathand verkauft. Für die Wohnnutzung erfolgten mehrere Umbauten, unter anderem wurde der Fußboden angehoben und das Dach nach einem Brand 1912 komplett erneuert. 1933 wurde ein bewohnbares Obergeschoss geschaffen, indem die Traufhöhe an der Südseite aufgestockt wurde.
Als Wohngebäude war die profanierte Synagoge von den Novemberpogromen 1938 nicht betroffen.

## Denkmalwürdigkeit
Im Jahr 1992 wurde das Gebäude Baustraße 15a unter Denkmalschutz gestellt, weil trotz der Veränderungen durch jahrzehntelange Nutzung als Wohnhaus noch immer wesentliche Merkmale des einstigen Synagogenbaus vorhanden sind:
- Segmentbogenförmige Fensterstürze im Fachwerk erinnerten an die ehemals großen Fensterbahnen der Synagoge;
- Im Ostgiebel war der Standort des Toraschreins durch Aussparung im Fachwerk noch erkennbar;
- Spuren der Frauenempore auf der Westseite: veränderte Fensterformen in diesem Bereich, Ausbuchtung im Grundriss, wo sich die Treppe zur Empore befunden hatte, Putzstörungen auf der Höhe der Empore.

## Restaurierung

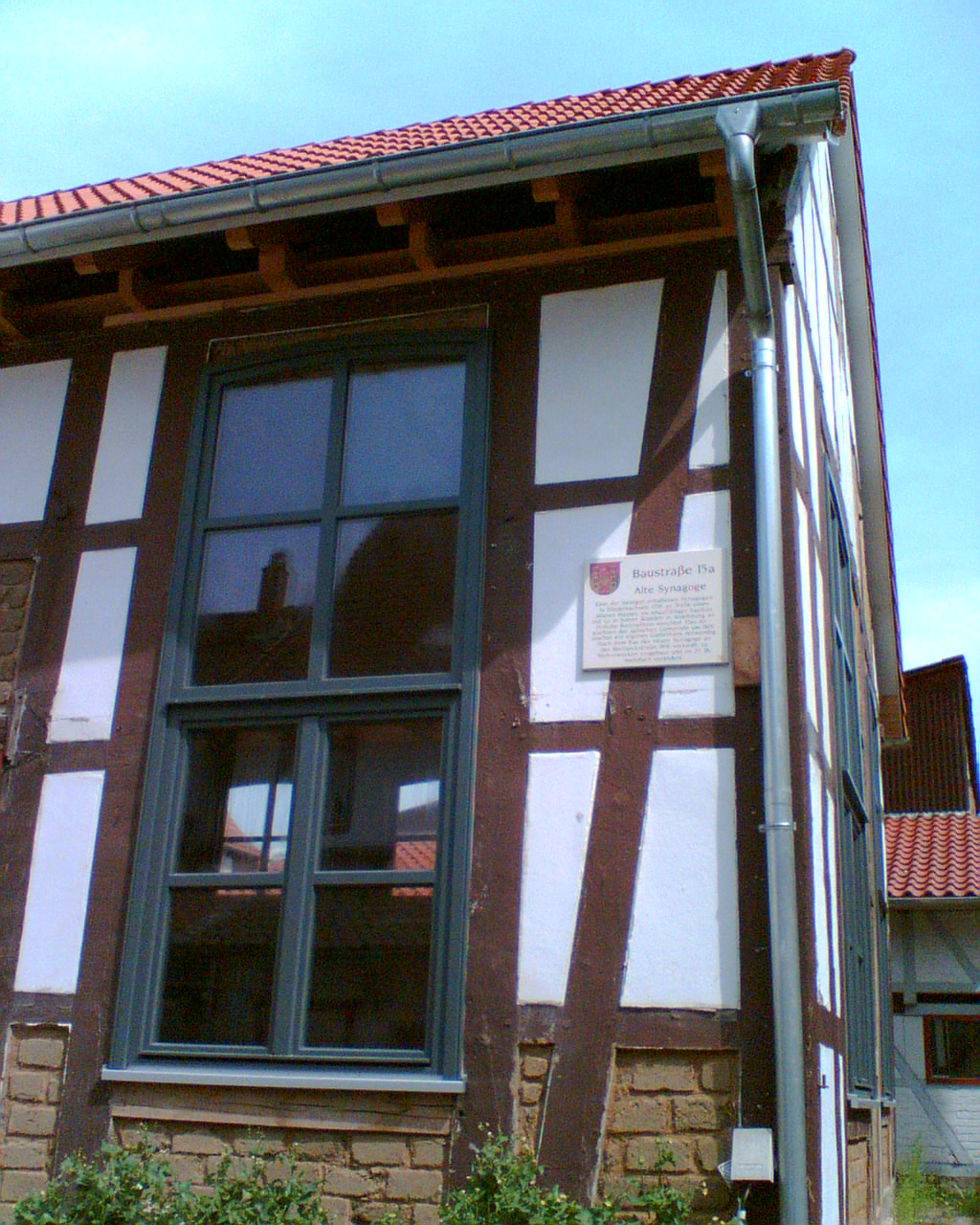
Detail nach der Restaurierung (2013)

2007 begann die Sanierung mit der Entkernung des Gebäudes. 2011 fand das Richtfest statt, nachdem die ursprüngliche Traufhöhe des Daches wiederhergestellt worden war. 2013 wurden die Fenster eingebaut. 2017 erhielt die Fassade einen monochromen, sandfarbenen Anstrich, wie er für das frühe 19. Jahrhundert anzunehmen ist. Die Fachwerkbalken sind seitdem nur noch schwach erkennbar.

## Förderverein Alte Synagoge in Einbeck e. V.
Im Jahr 2004 gründeten Bürger den Förderverein Alte Synagoge in Einbeck e.V. und erwarben das Gebäude, um es zu erhalten, zu sanieren und mit neuer Nutzung zu beleben. Im Sinne des Gedenkens und der Erinnerung an jüdisches Leben in Einbeck finden regelmäßig Veranstaltungen statt. Dies sind im Mai Lesungen zum Tag der Bücherverbrennung 1933, im November Gedenkveranstaltungen zur Pogromnacht von 1938.
Angeregt durch einen Einbecker Bürger, wurde nach Recherchen und in Zusammenarbeit des Fördervereins mit der Stadt 2008 eine Gedenktafel für die verfolgten und ermordeten Einbecker Juden zwischen 1933 und 1944 realisiert. Sie wurde am 9. November 2008 vom Bürgermeister am Alten Rathaus enthüllt. Somit gibt es einschließlich der vier jüdischen Friedhöfe in Einbeck und dem Mahnmal für die 1938 zerstörte neue Synagoge sieben jüdische Gedenkstätten in Einbeck.
Außerdem wurden in den Jahren 2016 und 2017 insgesamt 29 Stolpersteine an zehn Adressen verlegt, die in der Liste der Stolpersteine in Einbeck verzeichnet sind.